# Takeda Izumo
Takeda Izumo (竹田出雲) az 1684-ben I. Takemoto Gidajú által alapított oszakai Takemotoza bunrakuszínház három igazgatójának neve.

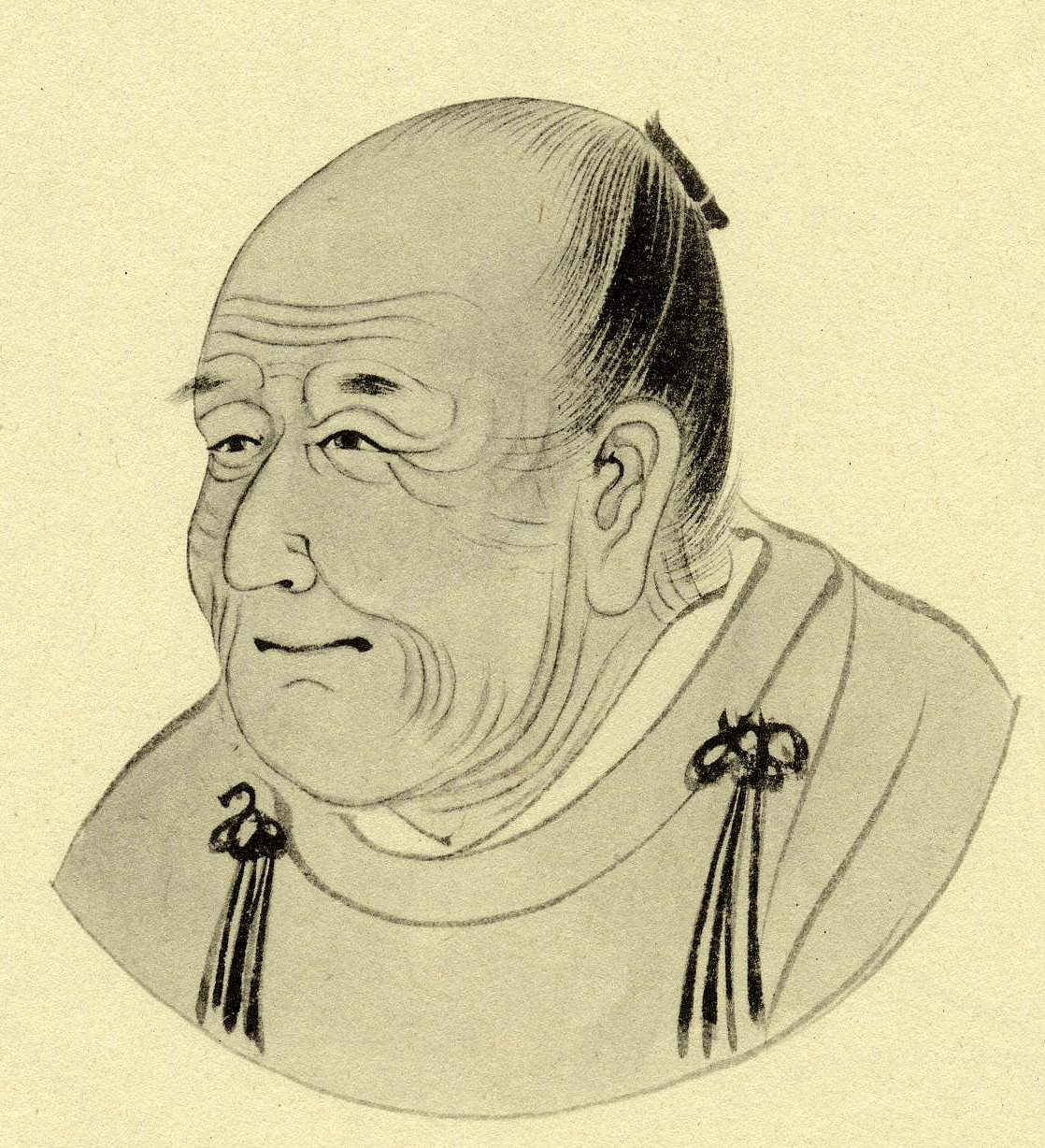
II. Takeda Izumo portréja

I. Takeda Izumo (megh. 1747) 1705-ben vette át a bábszínház irányítását, ő a dinasztia alapítója. Éppúgy volt üzleti vállalkozó, mint drámaíró és rendező, ő állította először színpadra Csikamacu Monzaemon mesterművét, a Kuo-hszing-je csatáit 1715-ben.
II. Takeda Izumo (1691–1756) apjához hasonlóan tehetséges drámaíró és rendező volt. Legismertebb, máig játszott művei a Namiki Szenrjúval és Mijosi Sórakuval közösen írt Kanadehon Csúsingura (1748) és Josicune szembonzakura (’Josicune ezer cseresznyefája’, 1747).
III. Takeda Izumo rövid működés után eladta a színházat.

## Magyarul
- Izumo Takeda–Mijosi Sóraku–Szenrju Namiki: Csusingura; in: Bosszú és emberség; ford., utószó Jánosy István; Magvető, Bp., 1975